# Pcháč bahenní
Pcháč bahenní (Cirsium palustre) je hojně rozšířená dvouletá rostlina, s ostnatou lodyhou vysokou až 200 cm a nachovými květy, vyskytující se na vlhkých stanovištích.

## Rozšíření

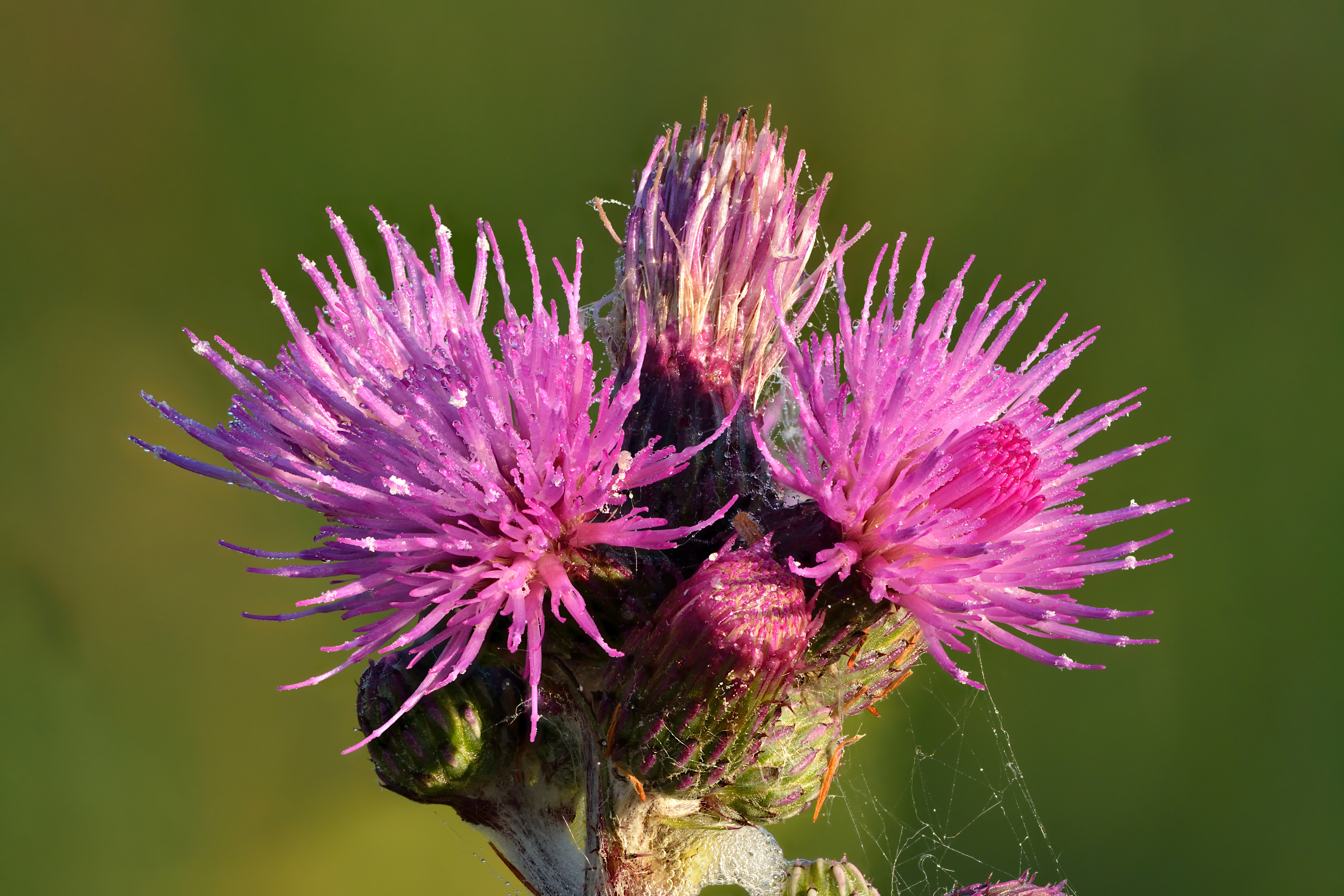
Květenství

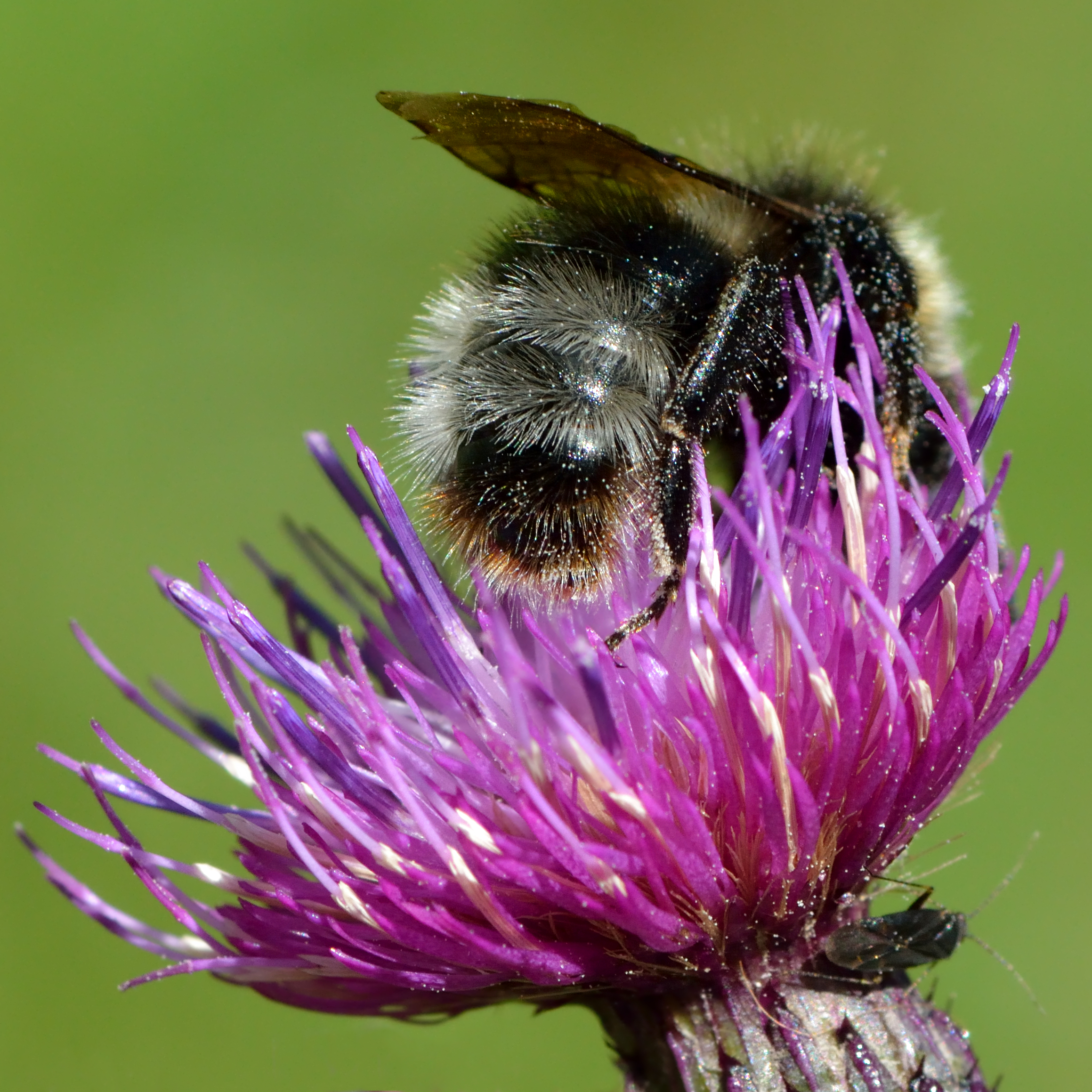

S výjimkou jihu kontinentu roste v celé Evropě, na východě je rozšířen až za Ural, do západní i východní Sibiře. Byl zavlečen na severovýchodní i severozápadní pobřeží Severní Ameriky, do severní Afriky i na Nový Zéland. Je to rostlina vyhledávající chladnější a hlavně vlhká místa. Roste na mokrých lukách, rašeliništích, příkopech, pasekách, u pramenišť, ve světlých bažinatých lesících, na březích často rozlévajících se toků nebo jezer; limitujícím faktorem je dostatek vlhkosti. Pcháč bahenní vyžaduje hodně slunce, špatně snáší zastínění.
V České republice roste téměř po celém území, více se vyskytuje ve vyšších polohách, v teplých oblastech jižní Moravy je vzácný.

## Popis
Statná, hrubá, žebrovaná lodyha po celé délce silně ostnitě dorůstá v ideálních podmínkách až do výše 200 cm. Většinou je jednoduchá, někdy se větví ve stoupající větve až ve vrcholové části. Vyrůstá z kořene dlouhého 10 až 20 cm a tlustého až 2 cm s 30 až 40 tenkými postranními kořínky. Rostlina má dva druhy listů, oba jdou ostnité, na líci tmavozelené a na rubu světlezelené, jsou pokryty krátkými kadeřavými chlupy. Spodní listy vyrůstající v přízemní listové růžici jsou peřenosečné až peřenoklané, dorůstají délky 30 cm a šířky 12 cm. Střídavé lodyžní listy kopinatého tvaru jsou kratší, do 20 cm, směrem vzhůru se zmenšují, jsou peřenolaločné, úkrojky jsou nestejně trojboké, ostnitě zubaté, na lodyhu přisedají sbíhavými ostnitými křídly. Nejhornější listy lodyhy úzce kopinatého až čárkovitého tvaru jsou nedělené.
Vejčitě podlouhlé, přisedlé nebo krátce stopkaté květní úbory veliké 10 až 15 mm jsou na konci lodyhy nebo větví soustředěny do klubkatých, chudých chocholíků po 2 až 8 úborech. Zelené, na konci červenohnědé zákrovní listeny jsou štíhlé, kopinaté, na konci mají krátký osten, vnější jsou mnohem kratší než vnitřní, okraje zákrovů jsou plstnaté.
Trubkovité květy jsou většinou oboupohlavné nachové nebo zřídka bílé barvy, menší počet pouze samičích. Koruny dlouhé od 10 do 15 mm mají zvonkovitý okraj do poloviny rozeklán v pět nestejných cípů, korunní trubka má asi poloviční délku. Tyčinek je v květu pět a jsou srostlé, spodní semeník je složen ze dvou plodolistů, čnělka o délce 1,5 až 2 mm nese dvoulaločnou bliznu. Plody jsou hladké ochmýřené nažky které jsou obvejčité o velikosti asi 3 × 1 mm a mají chmýr dlouhý 8 až 12 mm se štětinkami velkými až 2 mm.

## Vývoj rostliny
Za optimálních podmínek se chová pcháč bahenní jako dvouletá rostlina. Brzy na jaře (koncem března), za příznivé teploty a vlhkosti, vyraší mladá rostlinka v mezeře mezi shluky rostlin ze semene z čerstvého náletu nebo ze zásoby semen v půdě. V předstihu před většinou ostatních rostlin, do 2 až 3 měsíců, vytvoří bohatou růžici přízemních listů která potlačuje okolní blízkou konkurenci. Dorostlá růžice přečká zimu a příštího roku z ní vyroste silná květná lodyha. Po dozrání semen celá rostlina usychá. Semena mohou vyklíčit ještě téhož roku po vysemenění (v říjnu), ale jejich růžice málokteré přečkají zimu, jen asi 20 %.
Leží-li semeno přes zimu v zastíněném místě, na jaře nevyklíčí. Pokud se výrazně zhorší světelné podmínky až po vyklíčení (olistěním stromu), může přečkávat rostlina ve stadiu růžice i 5 let než uhyne, případně může vyrůst nízká slabá lodyha jen s malými květy a nízkým počtem semen. Pokud se příčina stínu odstraní (ořezáním stromu) vyroste silná lodyha třeba i čtvrtým rokem. Růst lodyhy s květy je tedy podmíněn nejen dosažením určité velikosti růžice, ta vyroste i ve stínu, ale hlavně světelným stanovištěm.
Rostliny rozkvétají od června do září. Rozkvetlé květy jsou opylovány blanokřídlým a dvoukřídlým hmyzem, brouky a hlavně motýly, může u nich také dojít k samoopylení. Květy opylené vlastním pylem produkují těžší nažky které v dopadají v blízkosti mateřské rostliny a rychleji klíčí. Nažek z květů sprašených cizím pylem je mnohem více, jsou lehčí a vítr je roznáší dále do okolí, pomaleji klíčí a mají větší počet vyklíčených rostlin nedorostlých do stádia kvetení. Rostlina vyprodukuje 300 až 2000 semen, při rozptylu semen větrem většina jich nedolétne dále než 10 m.

## Význam
Pcháč bahenní je v Evropě považován za plevelnou rostlinu, která není příliš nebezpečná. Ponejvíce se vyskytuje na místech která nejsou příliš hospodářský využívána a dalších vhodných míst pro jeho šíření mnoho není. Pro evropské zemědělství není potenciálním ohrožením, pohlíží se na něj jako na tradiční součást evropské flory.
Jiná situace je v zemích kde byl zavlečen nedávno, hlavně v Severní Americe. Jsou tam ohromné plochy na kterých by se mohl nekontrolovaně šířit a proto mu jako invazní, potenciálně nebezpečné rostlině věnují zvláštní pozornost.

## Galerie

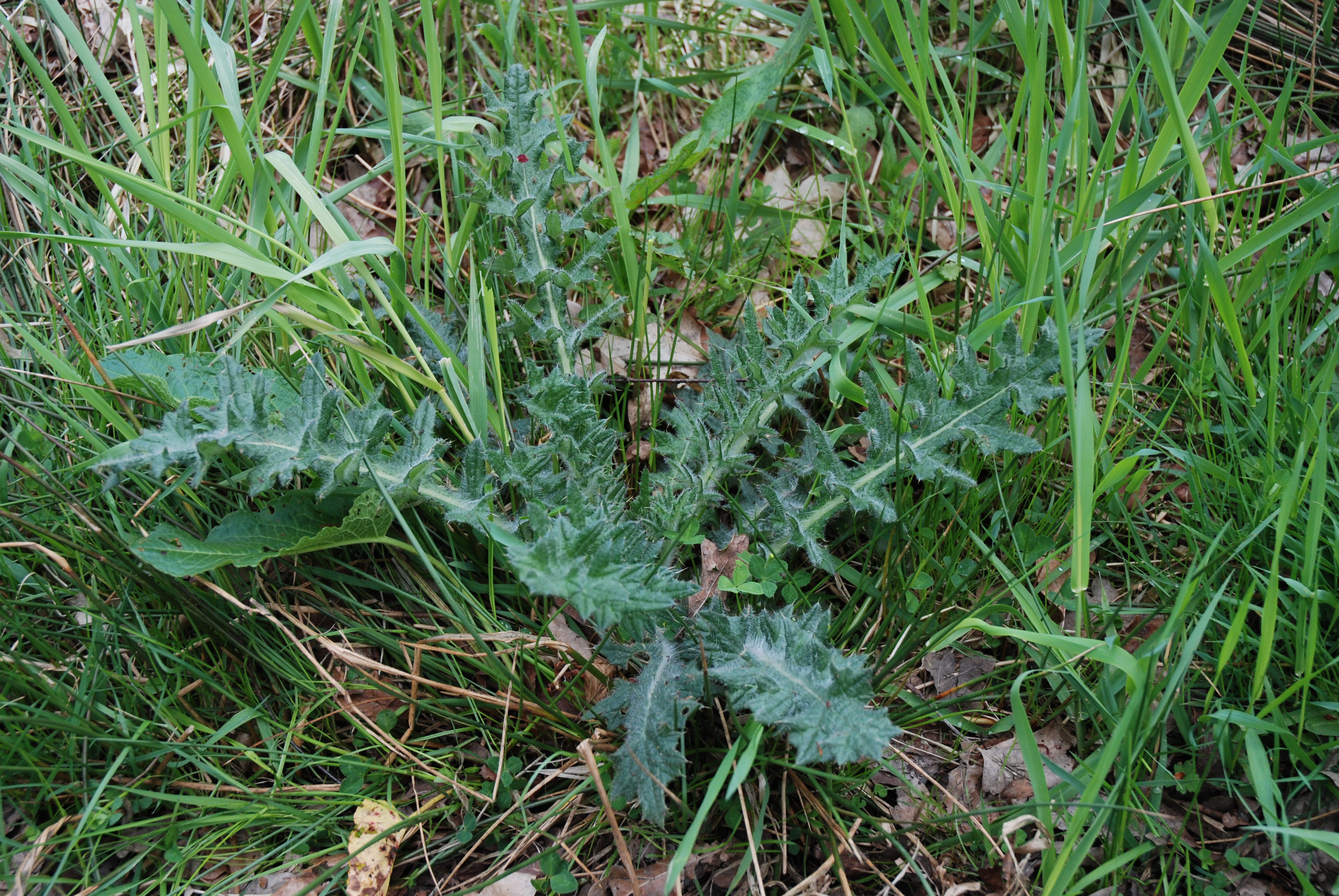
Přízemní růžice
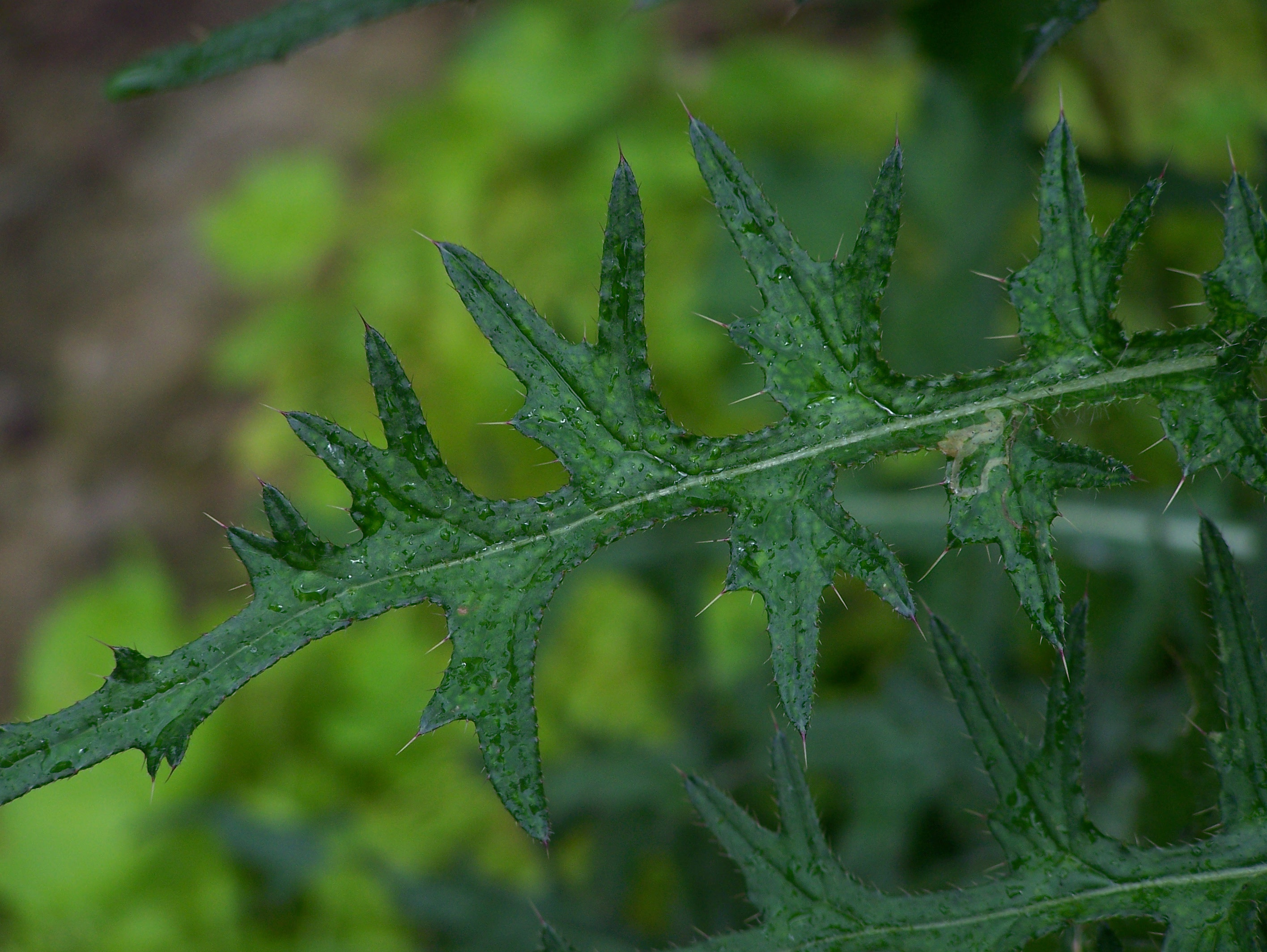
Lodyžní list
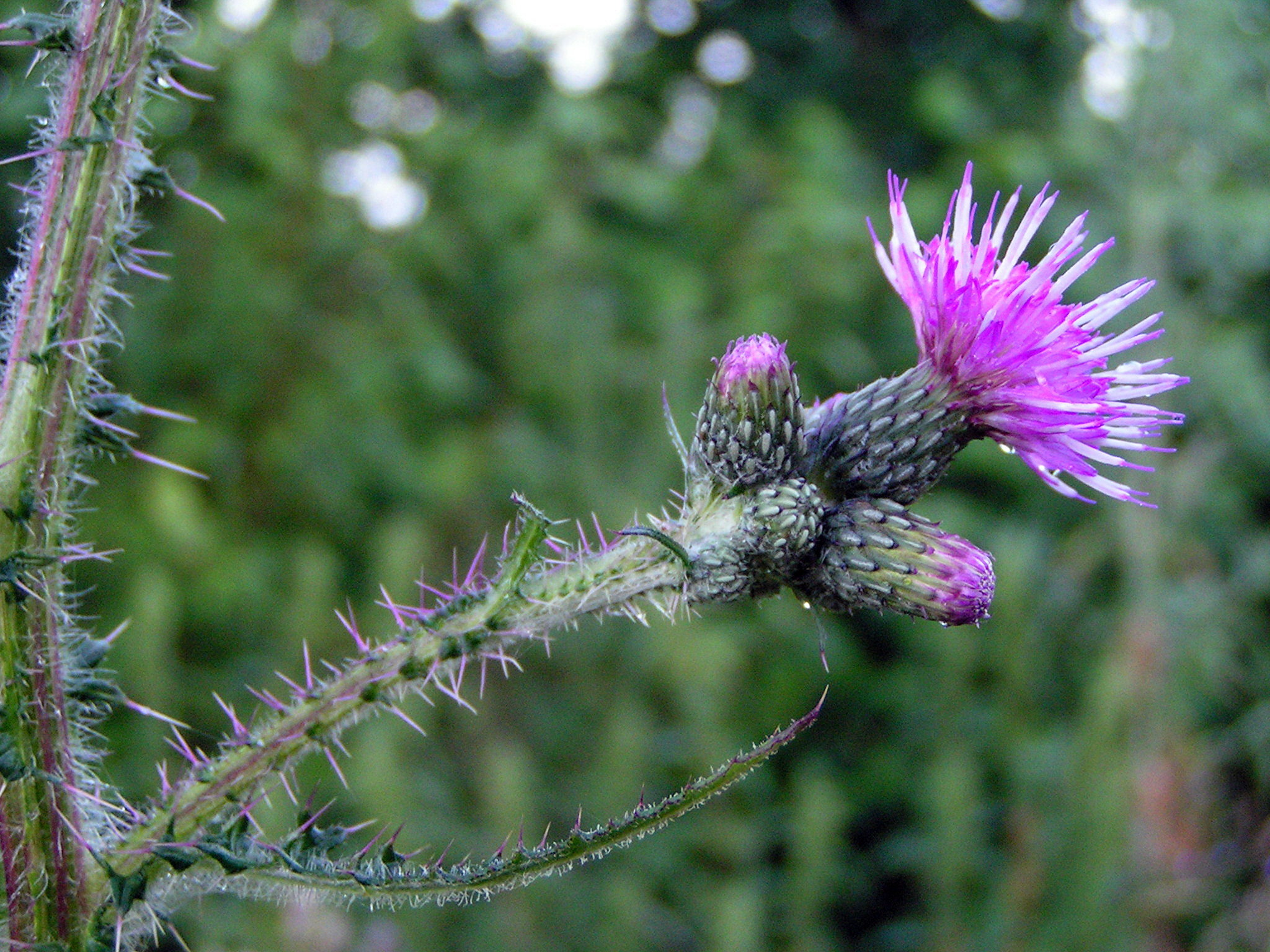
Rozvitý květ